# Jahrbuch des Deutschen Archäologischen Instituts
Das Jahrbuch des Deutschen Archäologischen Instituts (abgekürzt JdI) wird vom Deutschen Archäologischen Institut herausgegeben und erscheint im Dr. Ludwig Reichert Verlag (bis 2017 bei de Gruyter). Der erste Band erschien im Jahr 1885 unter dem Titel Jahrbuch des Kaiserlich Deutschen Archäologischen Instituts, den die Publikation bis zum 32. Band 1917 trug.
Seit 1885 werden im Jahrbuch zehn Aufsätze jährlich veröffentlicht. Das Themenspektrum reicht von der klassischen, also griechisch-römischen Archäologie bis hin zu Ergebnissen der frühbyzantinischen und frühislamischen Archäologie. Vereinzelt wird auch die anatolische und westeuropäische Frühgeschichte berücksichtigt.
Die Aufsätze im Jahrbuch liegen in deutscher, englischer, französischer oder italienischer Sprache vor. Das Jahrbuch dient ausschließlich dem wissenschaftlichen Diskurs über bereits bekannte Fundkomplexe und enthält keine Grabungsberichte, Nachrichten oder Buchbesprechungen.